# Michal Macháček
Michal Macháček (* 18. února 1986) je český historik, známý jako autor medializované životopisné knihy o Gustávu Husákovi. Dílo vyšlo také jako audiokniha.

## Vědecká činnost

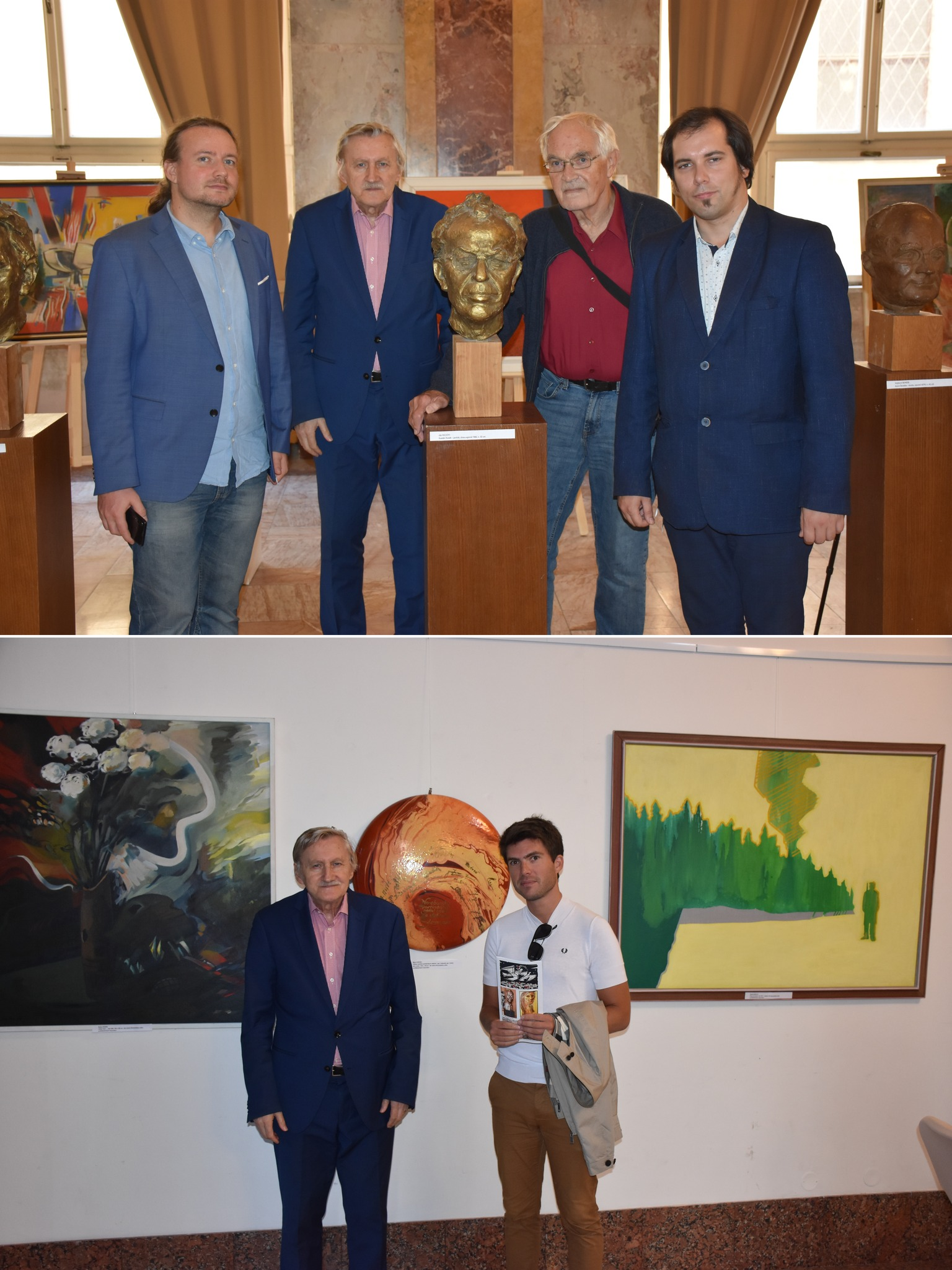
Michal Macháček (nahoru první zleva) na výstavě k 80. výročí Slovenského národního povstání na Ministerstvu kultury Slovenské republiky v Bratislavě v přítomnosti syna Gustáva Husáka Vladimira

Absolvoval doktorské studium na Ústavu českých dějin Filozofické fakulty Univerzity Karlovy a zahraniční pobyty na Filozofické fakultě Univerzity Komenského v Bratislavě, Historickém ústavu Slovenské akademie věd a Historické fakultě Moskevské státní univerzity M. V. Lomonosova.
Zabývá se problematikou česko-slovenských a československo-sovětských vztahů a komunistického hnutí ve 20. století, přičemž se zaměřuje na jeho politické elity, zejména osobnost Gustáva Husáka.

### Stipendia a stáže
- 2011: Katedra slovenské historie, Filosofická fakulta Komenského univerzity v Bratislavě
- 2012–2013: Historický ústav Slovenské akademie věd, Bratislava
- 2014: Katedra historie jižních a západních slovanů, Fakulta historie na Lomonosovově univerzitě v Moskvě.
- 2017/2018: Ústav historických věd Slovenské akademie věd, Bratislava

### Dílo
Publikoval řadu odborných i popularizačních textů, přednáší a spolupracuje na filmové tvorbě s historickou tematikou.
- Gustáv Husák (2017)
- Dvě století nacionalismu: Pocta prof. Janu Rychlíkovi (2014)[14]

## Ocenění
Byl oceněn cenou Česko-slovenské komise historiků a prestižní cenou Josefa Hlávky.
Z rukou prezidenta Miloše Zemana získal státní vyznamenání České republiky – Medaili za zásluhy  I. stupeň v oblasti kultury. „Několik dní poté mi Akademie věd neschválila vědecký projekt na výzkum období normalizace,“ dodal Macháček. Macháček byl nucen opustit akademické prostředí a nyní píše dějiny pražské zoo. Je přesvědčen, že vyznamenání od prezidenta Miloše Zemana, které na podzim převzal ve Vladislavském sále, pro něj bylo polibkem smrti. Kdyby měl ale možnost vrátit čas, převzal by ho znovu. Akademie věd nařčení odmítá.